# Pierre Emmanuel
Pierre Emmanuel, egentligen Noël Mathieu, född 3 maj 1916 i Gan, Pyrénées-Atlantiques, död 22 september 1984 i Paris, var en fransk poet.
Efter att ha studerat litteraturhistoria i Lyon undervisade Emmanuel under några år på den franska landsbygden. Han var en kristen och existentiell diktare med engagemang i samtiden.
Emmanuel blev bland annat känd för sina motståndsdikter under andra världskriget och för sin Bibeln-inspirerade diktning.
Han invaldes i Franska akademien 1968, men utträdde därifrån 1975.